# Haemaphysalis yeni
Haemaphysalis yeni är en fästingart som beskrevs av Toumanoff 1944. Haemaphysalis yeni ingår i släktet Haemaphysalis och familjen hårda fästingar. Inga underarter finns listade i Catalogue of Life.